# Stanisław Bobak
Pour les articles homonymes, voir Bobak (homonymie).
Stanisław Bobak, né le 12 mars 1956 à Ząb, dans la voïvodie de Petite-Pologne, et décédé le 12 novembre 2010 à Zakopane, est un sauteur à ski polonais. 

## Biographie
Il remporte une épreuve de la Coupe du monde durant la saison 1979-1980 dans sa ville natale, Zakopane.

## Palmarès

### Jeux olympiques
| Épreuve / Édition | Innsbruck 1976 | Lake Placid 1980 |
| Petit tremplin    | 28e            | 10e              |
| Grand tremplin    | 37e            | 22e              |

### Coupe du monde
- 3e du classement général en 1980.
- 1 victoire.

#### Saison par saison
| Année | Lieu               |
| 1980  | Zakopane (Pologne) |